# Iglesia de San Lázaro (Orense)
La Iglesia de San Lázaro, también conocida como Capilla de San Lázaro, es un templo católico del siglo xix ubicado en el barrio de O Peliquín, en Orense (Galicia, España).

## Historia

### Origen
La iglesia, inaugurada en 1895 o 1896 y obra del arquitecto José Antonio Queralt Rauret, se hallaba ubicada inicialmente en el parque de San Lázaro, núcleo de la capital y antiguo campo de la feria de la ciudad, donde hubo una ermita dedicada al santo así como un lazareto, lugar donde se recogía y aislaba a los leprosos, fechado en 1119 y ubicado en las proximidades del parque (el primer templo dedicado a San Lázaro, actualmente desaparecido al igual que la ermita, consistía en una capilla levantada en el siglo xii, época en que se empezó a venerar al santo en Orense). Tras el traslado al parque en 1928 de la Iglesia de San Francisco (situada originalmente en el convento homónimo, junto al Montealegre), surgieron supuestas rivalidades entre ambos templos, aunque los franciscanos habían hecho uso de la Capilla de San Lázaro durante cuatro años tras la adquisición de una casa en 1925 destinada a convento y ubicada a aproximadamente 50 metros del templo. Pese a que en su momento se justificó el traslado de la Iglesia de San Lázaro a su emplazamiento actual por motivos urbanísticos, Juan Carlos Rivas, antiguo director del Museo Municipal, argumentó que la razón principal fue por cuestión de competencias: «Si recaudaban limosna en un sitio, no lo hacían en el otro, así que los padres paúles también estuvieron de acuerdo en abandonar San Lázaro, se sentían amenazados».

### Traslado y reconstrucción
Mediante acuerdo del pleno municipal, se tomó la decisión en 1950 de retirar la capilla para proceder a ordenar el entorno del edificio de la actual Subdelegación del Gobierno, inaugurado en 1948, ofreciéndose el traslado del santuario a los barrios de la ciudad que solicitasen la adscripción del mismo. El templo, retirado del parque en 1952, fue adjudicado al barrio de O Peliquín, siendo cada una de las piedras numeradas y trasladadas a su ubicación actual, si bien diversas dificultades de carácter económico prolongaron la reconstrucción de la capilla por tres décadas pese a la participación de los vecinos de la zona aportando mano de obra y dinero (durante este lapso de tiempo, debido a la falta de vigilancia, algunas piedras fueron robadas y empleadas en obras de carácter privado, por lo que las mismas tuvieron que ser reemplazadas). En abril de 1982 se procedió al inicio de la reconstrucción final, la cual terminó en el mes de octubre de 1983, abriendo el santuario al culto el 12 de noviembre del mismo año.

### Disputa
En 1984 surgió una disputa entre la Iglesia de San Francisco y la de O Peliquín en torno a la festividad de San Lázaro y la imagen del santo, ubicada en el templo homónimo: los feligreses de O Peliquín abogaban porque la talla de San Lázaro se mantuviese en su capilla, mientras que los fieles del santuario de los franciscanos apelaban a una antigua costumbre para que la imagen fuese devuelta y se custodiase allí, incrementándose esta disputa conforme se acercaba la festividad del santo, por la que Televisión Española había mostrado interés. Actualmente y desde hace varios años la fiesta de San Lázaro se celebra en ambos templos, conservándose la talla original en O Peliquín.

## Descripción

### Exterior
La iglesia, caracterizada por notables contrafuertes, posee como principal elemento ornamental y decorada con pináculos una pequeña espadaña de un solo vano rematada por volutas en su parte inferior y coronada por un frontón circular y una cruz. El escudo de Orense figura tallado en el tímpano, estando la puerta de entrada (de doble hoja en la que resaltan unas sencillas mochetas en forma de nacela) ubicada bajo un arco peraltado y flanqueada por columnas de fuste liso apoyadas sobre basas y rematadas por capiteles corintios. Destacan pronunciados salientes en los muros laterales así como ventanas en arco de medio punto, hallándose una pequeña plaza y un parque infantil frente al templo, junto al cual se encuentra una rudimentaria columna de piedra con una placa colocada en 1999 en honor a la labor pastoral de Lisardo Ramos Sandiás.

### Interior

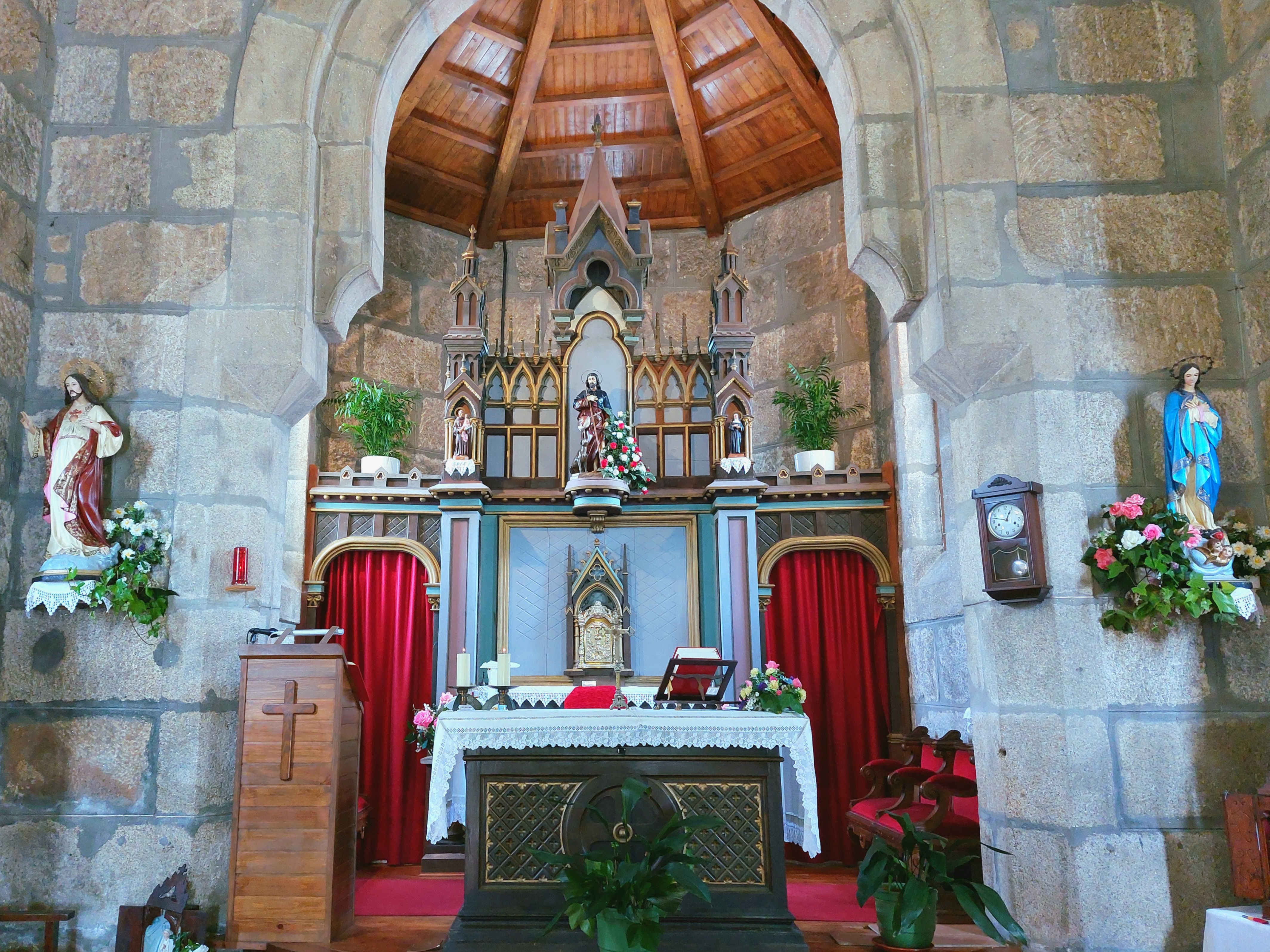
Capilla mayor

La iglesia, de planta de cruz latina y compuesta por sencillos arcos semicirculares carentes de ornamentos, posee en la capilla mayor, ubicada tras un doble arco peraltado, un retablo de estilo neogótico con policromía predominantemente azul. Este retablo consta de un cuerpo y tres calles, estando en la calle central, bajo un doselete compuesto por un gran arco trilobulado coronado por una torre piramidal y esta a su vez por un pináculo, una talla de San Lázaro (vestido con harapos y con un perro a sus pies, tal y como figura descrito en la Biblia), mientras que en las laterales, entre columnas de fuste liso rematadas por capiteles corintios y bajo arcos ojivales, se hallan imágenes de menor tamaño de San Antonio de Padua y Santa Rita de Casia. Entre la calle central y las laterales sobresalen a cada lado tres arcos trilobulados coronados por una sucesión de columnas doradas a modo de agujas, mientras que las calles laterales se caracterizan por poseer una estructura similar a la de una torre de base cuadrada con cuatro cuerpos: el primero presenta en las cuatro caras un arco apuntado sostenido por dos columnas a cada lado y todo ello bajo un gablete; el segundo alberga dos diminutos arcos ojivales; el tercero dos arcos apuntados de mayor tamaño bajo un motivo triangular; y el cuarto un diminuto cupulín coronado por un pináculo. Destaca la existencia en la zona inferior y bajo sencillas almenas decoradas con trifolios de dos entradas a ambos lados cubiertas por cortinas las cuales conducen a un pequeño habitáculo situado en la parte trasera del ábside; este espacio es empleado por el sacerdote para colocarse y quitarse las vestiduras litúrgicas antes y después de cada oficio religioso debido a que la capilla carece de sacristía. 
En ambos extremos del arco que conduce a la capilla mayor se ubican imágenes del Sagrado Corazón y la Inmaculada Concepción a izquierda y derecha, destacando, a su vez, el techo cónico de madera del ábside así como un reloj de pared situado junto a la talla de la Inmaculada, bajo la cual se encuentra un limosnero con una imagen de San Antonio de Padua, hallándose en las escaleras que conducen a la capilla mayor otro limosnero con una figura de la Virgen de Fátima, de la que hay otra imagen de mayor tamaño en el extremo izquierdo del transepto, frente al único confesionario del templo. Próximo al altar, en el crucero, se encuentran dispuestas varias otras imágenes religiosas: dos esculturas del Sagrado Corazón (un relieve y una talla de bulto redondo), una figura de la Virgen de Lourdes, una estatua de San Benito y un cuadro y una talla de la Virgen de Covadonga. A la entrada del santuario destaca un cuadro con la representación de la Última Cena, junto al que se encuentra una sencilla escalera de caracol que conduce a la tribuna.

## San Lázaro
La festividad de San Lázaro, la cual sirve también para dar la bienvenida a la primavera, tiene lugar el domingo anterior al Domingo de Ramos, celebrándose misa y una procesión desde la Iglesia de Santa Eufemia La Real del Norte hasta el templo de los franciscanos, la cual cuenta con la asistencia de autoridades políticas.
Durante la festividad se lleva a cabo la tradicional quema de las madamitas en el parque de San Lázaro, rito pagano del siglo xii símbolo del cambio de estación y de la purificación del domingo anterior al de Ramos consistente en varias figuras realizadas en alambre, papel y pólvora las cuales giran continuamente a causa de las explosiones de los petardos situados a lo largo de las estructuras de metal sobre las que se encuentran, terminando todas ellas destruidas en cuanto se produce la explosión final. Así mismo, también es tradición la instalación de puestos de venta de rosquillas y melindres, celebrándose igualmente misa y fiesta en O Peliquín.

## Galería de imágenes

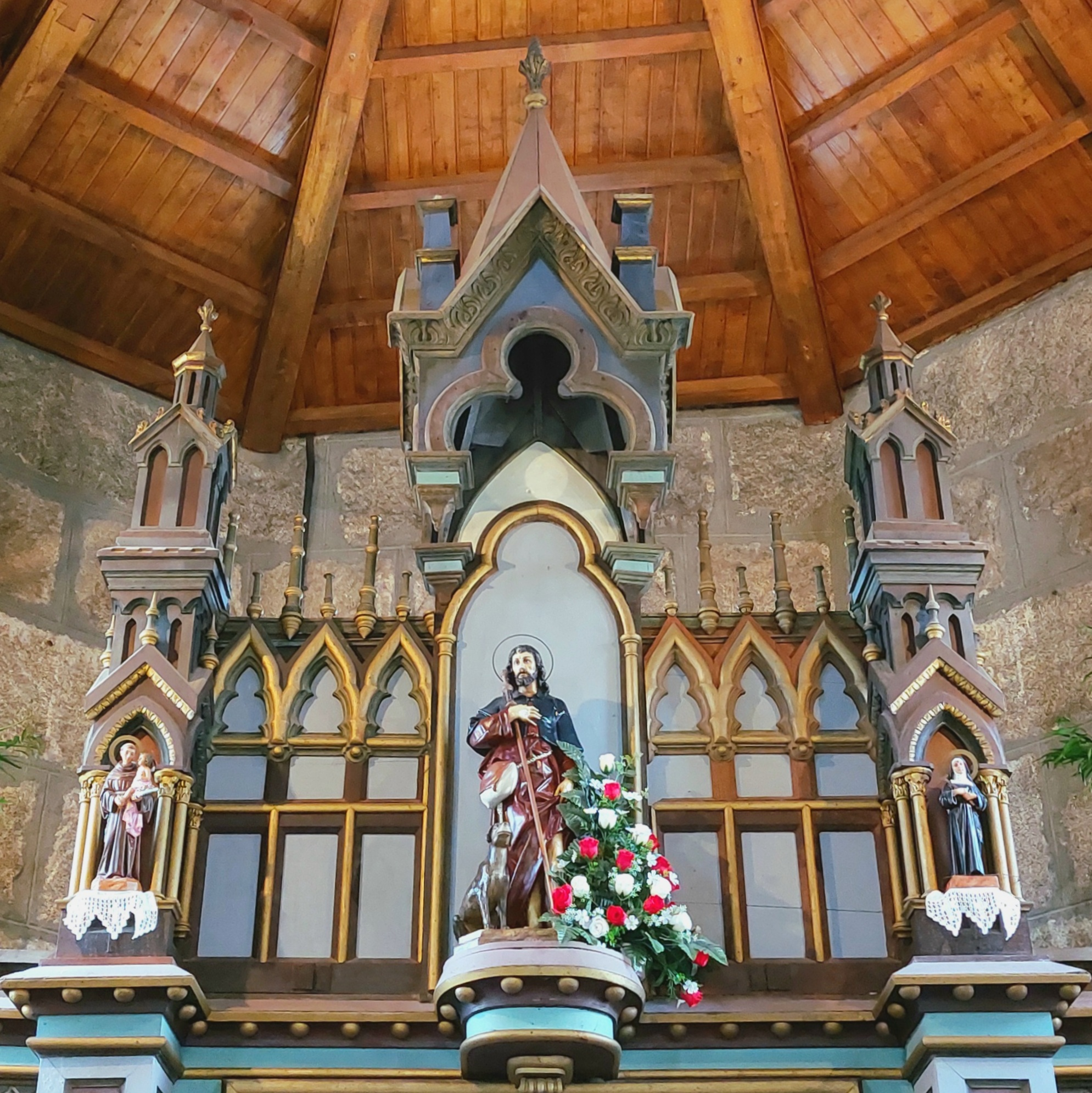
Retablo de San Lázaro.
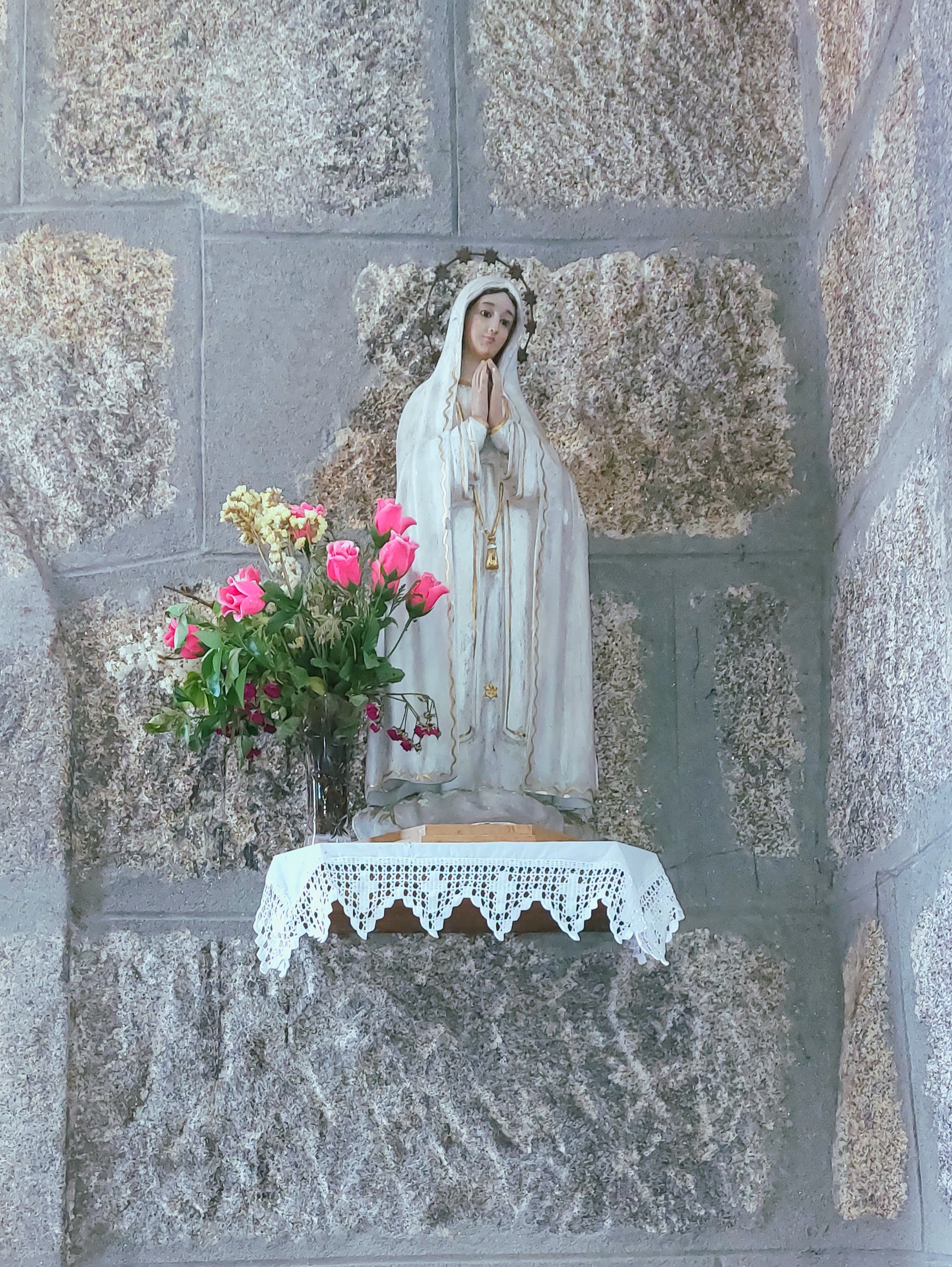
Talla de la Virgen de Fátima.
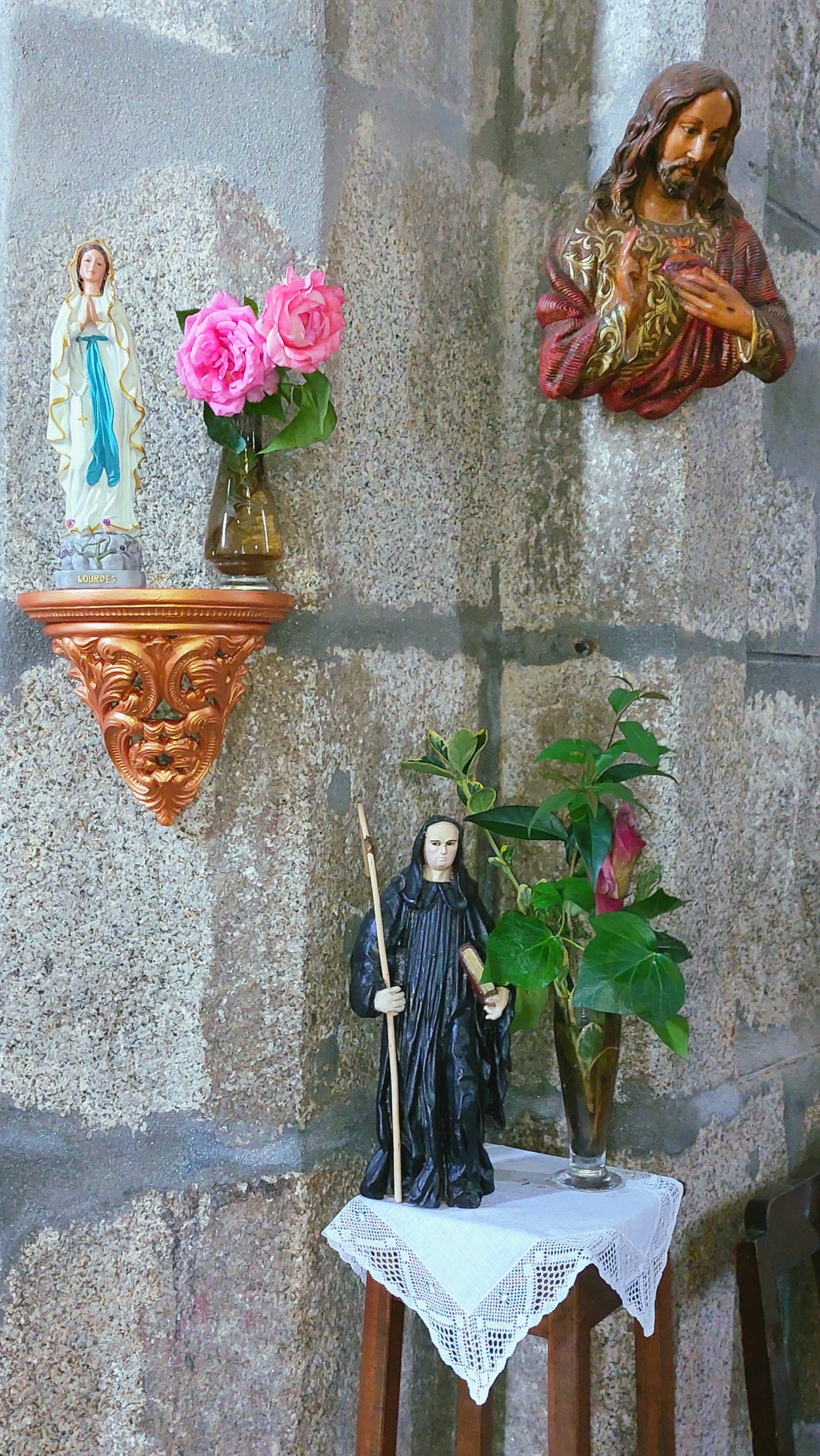
Relieve del Sagrado Corazón y tallas de la Virgen de Lourdes y San Benito.
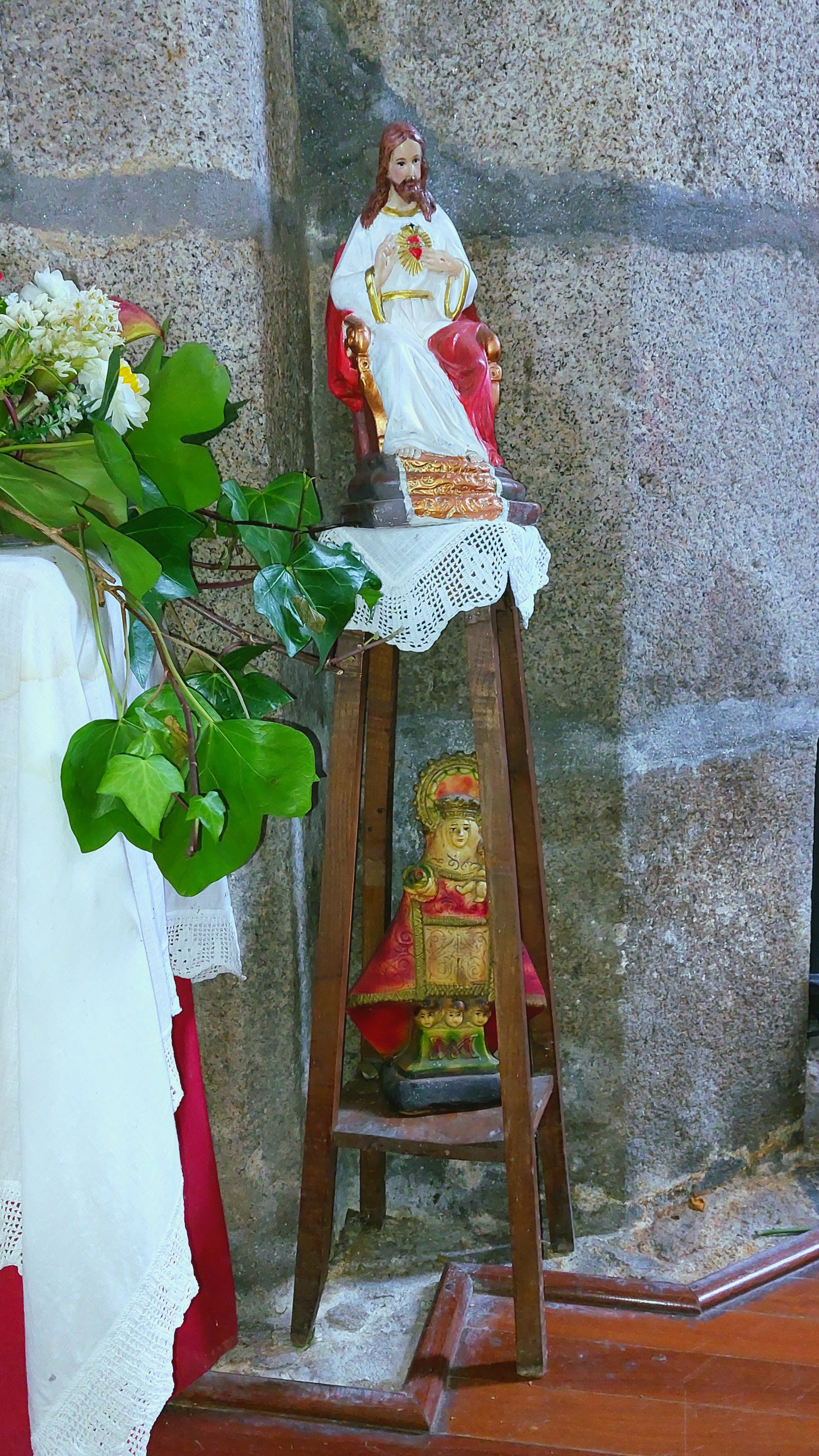
Tallas del Sagrado Corazón y la Virgen de Covadonga.